# Polsteni mlečnik
Polsteni mlečnik (znanstveno ime Lactifluus vellereus) je gliva iz rodu mlečnikov (Lactifluus). V starejši slovenski literaturi jo lahko najdemo tudi pod imenom polstena mlečnica.

## Značilnosti
Klobuk je bele do smetanaste barve, lijakast in premera do 30 cm. Površina je prekrita s finimi koprenastimi vlakni.
Lističi potekajo navzdol po betu, so razmaknjeni in ozki ter imajo rjave madeže zaradi sušečega mlečka, ki se hitro začne izločati že ob rahlem dotiku.
Bet je širok in krajši od premera klobuka, proti dnišču se zoža. Je enake barve kot klobuk.
Tako kot druge gobe iz družine golobičark ima tudi polsteni mlečnik meso, ki je bolj drobljivo kot vlaknato in na prelomljenih mestih izloča beli mleček. Ima pekoč okus.

## Razširjenost in življenjski prostor
Je mikorizna gliva. Raste v listnatih gozdovih od poznega poletja do jeseni.

## Mikroskopske značilnosti
Trosni odtis je bele barve. Trosi so skoraj okrogli in okrašeni z bradavicami, povezanimi z obsežno mrežo grebenov. Merijo 7–10 x 5–7,5 μm.

## Podobne vrste
- poprov mlečnik (Lactifluus piperatus) ima gladek klobuk in je močno pekoč z okusom po popru
- kratkobetna golobica (Russula brevipes) ne izloča mlečka
- orjaški velepodvihanec (Aspropaxillus giganteus) tudi ne izloča mlečka

## Uporabnost
Pogojno užiten.

## Galerija slik
- ilustracija
- lističi in bet
- kapljice mlečka na lističih
- trosi